# Wilhelm III. (Ponthieu)
Wilhelm III. Talvas (* um 1095; † 20. Juni 1172) war der Sohn von Robert of Bellême, 3. Earl of Shrewsbury und Agnes von Ponthieu, deren Erbe als Graf von Ponthieu er vor 1111 wurde.
Da sein Vater 1112 vom englischen König Heinrich I. für den Rest seines Lebens eingekerkert wurde, stand Wilhelm in Opposition zu Heinrich. Wilhelm Verbindungen zu Gottfried von Anjou nutzte Heinrich aus, um Wilhelms Burgen in der Normandie zu besetzen. Folglich erbte er die Besitzungen seines Vaters in England nicht.
1119 ist er Herr von Montgommery und den anderen Besitzungen seines Vaters (Bellême, Alençon etc.), 1126/29 gab er die Grafschaft Ponthieu an seinen Sohn Guido II. ab. 1141 war sein Sohn Johann I. Graf von Alençon (er selbst trat 1145 ebenfalls als Graf von Alençon auf).
Wilhelm war seit etwa 1115 mit Hélie/Ela/Helena von Burgund (* um 1080; † 28. Februar 1142) verheiratet, der Tochter von Odo I., Herzog von Burgund (Älteres Haus Burgund) und Witwe von Bertrand, Graf von Toulouse († 1112) (Haus Toulouse); die Gesta Normannorum Ducum schreibt ihm vier Kinder zu, zwei Söhne und zwei Töchter, tatsächlich sind elf Kinder bekannt:
1. Guido II., in der Gesta als ältester Sohn bezeichnet, was aber bezweifelt wird; er übernahm die Grafschaft Ponthieu vor 1129, also zu Lebzeiten seines Vaters, starb aber bereits 1147
2. Wilhelm, 1127 bezeugt, 1166 Graf von Alençon
3. Robert, 1127 bezeugt
4. Robert de Garennes, 1127 und 1154–71 bezeugt, vor 1147 geistlich
5. Enguerrand, 1127 bezeugt
6. Enguerand, 1127 bezeugt
7. Mabile, 1127 bezeugt
8. Johann I., † 1190/91, 1141 Graf von Alençon, Herr von Sées und Le Sonnois
9. Clémence, † vor 1180, heiratete Juhel I, Herr von Mayenne, † 1161 (Haus Mayenne)
10. Philippe, † vor 1149, begraben in der Abtei Saint-Martin in Sées
11. Ela (Adala), † 1174, heiratete I William de Warenne, 3. Earl of Surrey, X 1148 (Haus Warenne), II Patrick, 1. Earl of Salisbury, X 1168 (Erstes Haus Salisbury)

Siehe auch: Haus Montgommery